# ザシキブタ
ザシキブタ（ラテン文字表記：ZASHIKIBUTA）は、日本のサンリオによるキャラクター。1983年開発。主人公であるザシキブタはブタをモチーフに擬人化されたキャラクターで、1986年に開催された第1回サンリオキャラクター大賞で初代王者に輝いた。

## 来歴
1982年にアイドルの伊藤つかさがリリースした「ふしぎの国のつかさ」のレコードジャケットA面にプリントされた、伊藤つかさが抱く子ブタを目にした担当デザイナーが、それをヒントにブタにおしゃれをさせてみたらどうだろうか、という思いからキャラクター開発された。商品展開は翌年（1984年）より実施された。
名前は室内（座敷）で飼われている設定から「ザシキブタ」と命名された。
従来のサンリオキャラクターにはなかったやや写実的でフレンチカントリー調のデザイン性や、かわいらしくてどこか子供っぽくなく、そしておしゃれで自然な雰囲気のキャラクターは当時女子中高生やOLを中心に人気となった。
このキャラクターの人気により、「ブーギーウー」や「ピップンポーラ」などサンリオの他のブタキャラクターの好感度が向上する効果があった。
商品展開の開始から2年後の1986年に、庭仕事や野菜作りに精を出す設定が追加され、同じ年に第1回サンリオキャラクター大賞が開催、同年8月に発表され、栄光の初代グランプリに輝いた（詳細は後述）。
1987年3月「ザシキブタ」の友だちの設定のサブキャラである「タビー」が追加された。
1987年10月より「ザシキブタ」が長野銀行のイメージキャラクターに起用されていた時期があり、当行の預金通帳やノベルティグッズやキャッシュカードにデザインされていた。

## 設定
ザシキブタは裸でスカーフを巻いた姿が基本だが、年が下る毎に洋服を着たり帽子を被ったりサングラスをかけたりと様々なコスチュームを纏うようになる。
- ザシキブタ

2月4日にフランスの片田舎で生まれ、家族の一員として飼われていてのんびりとした暮らしをする、首に赤いスカーフを巻いた心優しい子ブタの男のコ。
どこかユーモラスな風貌で、ブタでありながら二足歩行で歩き、前肢は手ではなく蹄でありながら器用に物を掴んだり道具を使いこなせる。
性格は好奇心旺盛でおっちょこちょい、そして食いしん坊ののんびり屋。
オランダでホームステイをした経験がある。
趣味は大きなクッションで昼寝すること。読書や音楽にも興味がある。お風呂でぼーっとすることも日課。
特技は寝ることで、庭いじりをしたり、タビーとお菓子作りもする。また野菜作りも得意だが、食いしん坊なので収穫した作物は自分で全部食べてしまう。
友だち
- タビー

10月14日にフランスの田舎にあるお菓子屋の屋根裏で生まれたネズミの男のコで、ザシキブタの大親友。
天気の良い日曜日にタビーがオランダのホームステイ先で昼寝しているザシキブタと出会い、傍らにあった洗濯籠でトランポリンをしていた。目覚めたザシキブタはタビーとすぐに仲良くなった。
性格は甘えん坊でちょっぴり寂しがり屋さん。悪戯好きだが、優しく友達思いなところもある。
趣味は青いガラスや石ころ集めでそれらを収納する宝石箱を持っている。特技はお菓子作り。

## グッズ
キャラクターが比較的ハイターゲット層向けであったので、同じフランスが舞台のマロンクリームと同様、グッズは中高生やOL向けの少しおしゃれなものが中心だった。また女性だけではなく、父親など男性が身につけても違和感がないグッズ（ハンカチなど）も発売されていた。
また、サンリオショップで買い物をした際に付いてくるチャーム（プレミアムと称するおまけのようなもの）には、ザシキブタがデザインされたものもあった。
100円ノートやペンなどのステーショナリーやポケットティッシュ、生活雑貨では木製インテリアや陶器製品、金属製バケツなどが発売されていた。当時の人気商品は木製メモスタンド。発売当時女性ドライバーが急増していた背景から、コインホルダーなどのカー用品も発売された。
1986年春にはグッズが100点追加された。同年秋にはザシキブタが飾らわれた家具も発売された。
2020年現在も新商品の販売が行なわれ、指人形、「サンリオ懐かしいシリーズ」でザシキブタの缶バッジの商品がある。ポプテピピックとのコラボレーション商品もある。

## 本
『ザシキブタの赤ちゃんメモリ-』
発売日：1986年5月1日
著者：—
出版社：サンリオ
ISBN 978-4387860211

## サンリオキャラクター大賞の順位
『いちご新聞』の読者投票企画「サンリオキャラクター大賞」では、第1回（1986年）で得票数6265票を集め1位に輝いたのが過去最高である。またショップ票でも1位の「スヌーピー」、2位の「ニャニィニュニェニョン」に次ぐ順位だった。
2013年サンリオキャラクター大賞40位。2013年サンリオキャラクター大賞の特別企画である「これやります宣言」で、「25位以内なら懐かしグッズを復刻する」と宣言していたが、ランクインを逃したため実現されなかった。
近年（2010年代）はかつての栄光は影を潜め、総合順位、いちご新聞ランキングとも50位前後に低迷を続けている。
- 2025年サンリオキャラクター大賞58位
- 2024年サンリオキャラクター大賞60位
- 2023年サンリオキャラクター大賞51位
- 2022年サンリオキャラクター大賞50位
- 2021年サンリオキャラクター大賞50位（いちご新聞ランキング49位[22]）。
- 2020年サンリオキャラクター大賞52位（いちご新聞ランキング50位[23]）。
- 2019年サンリオキャラクター大賞50位（いちご新聞ランキング50位[24]）。
- 2018年サンリオキャラクター大賞50位（いちご新聞ランキング59位[25]）。
- 2017年サンリオキャラクター大賞49位（いちご新聞ランキング66位[26]）。
- 2016年サンリオキャラクター大賞62位（いちご新聞ランキング57位タイ[27]） ／ なでる投票58位[28]。
- 2015年サンリオキャラクター大賞60位[29]（いちご新聞ランキング46位[30]）。
- 2014年サンリオキャラクター大賞20位圏外[31][注釈 2]（いちご新聞ランキング48位[34]）。
- 2013年サンリオキャラクター大賞40位。
- 2012年サンリオキャラクター大賞45位[35][36]。
- 2011年サンリオキャラクター大賞34位[37]
- 2010年サンリオキャラクター大賞20位圏外[38]。
- 1988年〜2009年サンリオキャラクター大賞10位圏外。
- 1987年サンリオキャラクター大賞7位
- 1986年サンリオキャラクター大賞1位[1]

## その他
- 『いちご新聞』でザシキブタが初めて表紙を飾ったのは、1985年9月号（211号）である[39]。
- ザシキブタと同時期（1983年）に開発されたキャラクターとして「みんなのたあ坊」や「ニャニィニュニェニョン」がある[40]。
- いちご新聞1986年4月号（218号）では「ザシキブタ」のキャラクター特大ポスターが綴じ込み付録として添付された[41]。
- 1989年から1991年にかけて上映された映画サンリオアニメフェスティバル（第1〜3回）の冒頭の主題歌（杉並児童合唱団「不思議の森のパジャマパーティ」）のシーンで、キティを初めさまざまなサンリオキャラクターが登場するが、その中にアニメーションする「ザシキブタ」も画面中央上部に登場する[注釈 3]。
- かつて銀座二丁目にあった商業施設サンリオギャラリーの1階に「ミュージシャンズ・ツリー」と称する音楽の流れる仕掛けの樹があり、指揮をするザシキブタが見られた[42]。
- エクサムが発売するキッズ向けトレーディングカードアーケードゲームであるハローキティとまほうのエプロン 〜サンリオキャラクター大集合!〜の第3弾〜レッツ!ハンバーガークッキング〜』に登場するキャラクターのひとつとしてザシキブタが起用された[43]。